# Яго — темна пристрасть (телесеріал)
«Яго-темна пристрасть» — аргентинський драматичний телесеріал. Прем'єра в Аргентині відбулася 21 травня 2001 року на телеканалі «Telefe», в Україні — 5 жовтня 2022 року на телеканалі «К1».

## Сюжет
Молодий, самотній чоловік Яго живе у джунглях Місйонес. Одного разу літак, у якому летіла дівчина з великого міста Морена Ґажардо, потрапляє в авіакатастрофу. Із такої зустрічі починається захоплююча історія кохання, повна заплутань і непорозумінь, яка назавжди об’єднає історії цих героїв.

## Актори та ролі
| Актор             | Роль                        |
| ----------------- | --------------------------- |
| Факундо Арана     | Яго Вальдес / Фабіо Сіреніо |
| Джанелла Нейра    | Морена Ґажардо/Сіреніо      |
| Роміна Ґаетані    | Кассандра / Меліна          |
| Норберто Діас     | Альдо Сіреніо               |
| Хуан Карлос Дуаль | Вогник / Франко Сіреніо     |
| Рауль Лав'є       | Ігнасіо ,,Ґардель" Вальдес  |
| Даніель Кузнєцка  | Томас Салаберрі             |
| Сесилія Мареска   | Мерседес Ґажардо            |
| Маріо Алакон      | Роберто Карденес            |
| Федеріко Олівера  | Ренцо Чаморро (,,Задира")   |
| Літа Соріано      | Хосефіна                    |

## Трансляція в Україні
- Вперше та вдруге серіал транслювався з 5 жовтня 2022 по 27 січня 2023 року та з 12 червня по 14 липня 2023 року на телеканалі «К1», у будні о 17:50 по дві серії.

## Українське багатоголосе закадрове озвучення
Українською мовою серіал озвучено телекомпанією «Інтер» у 2022 році. Ролі озвучували: Михайло Войчук, Андрій Соболєв, Марина Клодніцька і Юлія Малахова.